# Зденко Колар
Зденко Колар је југословенски и српски бас-гитариста. Најпознатији је као бивши члан популарне музичке групе Идоли. Касније је свирао бас-гитару у бенду Невладина организација. Данас је басиста београдске рок блуз музичке групе Зона Б.

## Детињство
Зденко Колар рођен је 1956. у Земуну. Године 1963. Породица се преселила у Кнез Данилову улицу, где упознаје Владу Дивљана и Божу Јовановића, са којима ће убрзо направити свој први музички бенд.
Зденко је остао пријатељ са Владом до његове смрти. Појавио се као један од саговорника у документарном филму о Владином животу „Небеска тема”, сценаристе и редитеља Младена Матичевића. Године 2018, 10. маја, на дан када би Влада прославио свој 60. рођендан, Зденко Колар је био један од домаћина концерта „Сањај ме, сањај”, организованог у београдском Сава-центру у част овог великог музичара.

## Музичка каријера
Музиком је почео да се бави још у основној школи, на предлог Владе Дивљана, који је на идеју дошао на летовању у Тучепима, где је слушао џез музичара Драгу Диклића. Вративши се у Београд предложио је пријатељима Зденку и Божи Јовановићу да оснују бенд. Како нису имали инструменте, морали су да импровизују. Тек касније Влада је успео да набави гитару, а Зденко је купио бас гитара, док је Јовановић уместо бубња свирао на канти за бакље са металним штаповима, кутијама, олуку, све док на војном отпаду нису купили први добош. Први бенд су назвали Фараони, међутим, када су сазнали да бенд са таквим именом већ постоји, променили су име у Холипе. Како би савладали вештину свирања, Влада и Зденко су кренули уписали курс гитаре у Народном универзитету „Браћа Стаменковић“. Професор им је био Бранко Перишић. Пробе су углавном имали у вешерници у зграде у којој су живели, у Кнез Даниловој 36. Прву свирку су одржали одржали у школској библиотеци, а касније и у поткровљу Дадова.
Озбиљну музичку каријеру Зденко колар започео је десетак година касније, када је са владом основао бенд Мерлин који је касније променио назив у Звук улице. Зденко је свирао бас-гитару, бубањ Кокан Поповић, клавијатуре Драган Митрић, а саксофон Бора Атић, док је Дивљан свирао гитару и певао. Свирали су обраде Ролингстонса, Битлса, Џимија Хендрикса и других популарних музичара, а почели су да стварају и своје прве песме. Наступили су на Бум фестивалу у Новом Саду и на Зајечарској гитаријади. Упркос успешним свиркама на различитим фестивалима, бенд није објавио ниједан снимак и распао се крајем 1979.

### Каријера у Идолима
Када су Срђан Шапер и Небојша Крстић 1979. године одлучили да оснују бенд, Влада се понудио да свира бубњеве. Пошто Шапер и Крстић нису били музичари, групи су се придружили Колар и бубњар Божа Јовановић који су свирали гитару и бас. У почетку, песме је правио само Дивљан, али је тај задатак касније делио са Шапером и Крстићем. Убрзо су им се придружили Зденко Колар и Божа Јовановић. Бенд су назвали Дечаци. Почетком марта 1980. променили су назив бенда у Идоли и објавили прве синглове. Како је тада јављено да је Јосип Броз Тито болестан, синглове нису званично промовисали, али су добили су прилику да потпишу уговор са Дискографском кућом „Југотон“. У Идолима је Зденко свирао до одласка на служење војног рока, јула 1982. године, а мења га Бранко Исаковић. Бенд се, због несугласица међу члановима, распао крајем марта 1984, а чланови су кренули свако на своју страну. Влада Дивљан и Зденко Колар остали су у музици, док су се Срђан Шапер и Небојша Крстић окренули маркетингу и политици.

### Каријера у Зони Б
Године 1987. Колар је са пријатељима основао рок блуз бенд Зона Б. Бенд је основан без превише амбиције, али је остао на сцени више од тридесет година, све до данас. Свирали су на фестивалима широм региона, између осталих на мариборском „Ленту”, „Нишвилу”, „Бир Фесту” у Београду, фестивалу у Мостару, Скопљу и другим.
Током 90-их Зденко Колар је једно време радио у Градском саобраћајном предузећу Београд, као возач трамваја и снимао ТВ рекламе. Године 1995, када се Влада Дивљан вратио из Америке, са Срђаном Гојковићем Гилетом, Борисом Буњцем и Александром Шандоровим оснивају Old Stars Band.

## Дискографија

### Албуми са Идолима
- ВИС Идоли (1981)
- Пакет аранжман (Шарло Акробата, Идоли и Електрични оргазам, 1981)
- Одбрана и последњи дани (1982)[5]
- Музика из филма „Шест дана јуна“ (1985 - објављен након распада бенда)[6]

### Албуми са Зоном Б
- Bestseller - обраде блуз класика (1991)
- Juke-box - обраде блуз класика (1993)[7]
- Оригинал (2003)
- Здраво - живо Алексинац (концерт у Алексинцу 11. августа 2006, објављен 2007)
- Devil Blues (2007)
- Џокер (2011)[9]

### СаOld Stars Band-ом
- Одбрана и заштита (1996)
- Све Лажи Света (2000)[10]

### Остали албуми
- Године љубави (У шкрипцу, 1982)
- Нико Као Ја - компилација (1994)
- Све што хоћу да знам - музика из филма "Три палме за две битанге и рибицу" (1998)
- Секс, дрога и Бодирога - (Прљави инспектор Блажа и Кљунови, 1998)
- Као да је било некад... (компилација посвећена Милану Младеновићу, 2002)
- Кренуо сам давно - не сећам се где (Делча, 2003)
- Vlada Divljan Presents Die Tonzentrale (2003)[2][11]
- Eldorado - компилација (2013)[9]

## Филмографија
Зденко Колар појавио се и у неколико филмова и ТВ серија.
| Наслов                                                            | Режисер                                | Година | Улога       |
| ----------------------------------------------------------------- | -------------------------------------- | ------ | ----------- |
| Небеска тема (документарни филм)                                  | Младен Матичевић                       | 2019   |             |
| Ургентни центар (ТВ серија, 2. сезона, 14. епизода „Који живот?”) | Небојша Радосављевић                   | 2018   | Рале Бајкер |
| Судбина једног разума (ТВ филм)                                   | Милан Кнежевић                         | 1998   |             |
| Лепа села лепо горе                                               | Срђан Драгојевић                       | 1996   | Мировњак    |
| Шумановић - комедија уметника (ТВ филм)                           | Бранимир Димитријевић и Борис Миљковић | 1987   | Кум         |
| Игра о памћењу и умирању (ТВ филм)                                | Предраг Синђелић                       | 1984   |             |

Гостовао је у ТВ програму Ментално разгибавање, у емисији од 10. маја 2019.